# Cattedrale di Sant'Elia (Haifa)
La Cattedrale di Sant'Elia (in arabo كاتدرائية مار إلياس‎?; in ebraico : קתדרלת אליהו הנביא‎?), nota anche come Cattedrale greco-melchita di Sant'Elia, è il principale luogo di culto cristiano di Haifa, riferimento per i greco-melchiti, cattolici di rito bizantino, che costituiscono la comunità cristiana più numerosa dei cristiani ad Haifa e in Israele.
È la cattedrale dell'arcieparchia di Akka, eretta da Paolo VI nel 1964 con la bolla Episcopalis synodus.
L'edificio, progettato da Sammihom Atallah, fu edificato dal 1938 al 1939, sui resti di una precedente chiesa che fino al 1861 era consacrata a Maria Vergine. A seguito del conflitto arabo-israeliano del '48-'49, la maggior parte dei cristiani melchiti di Haifa dovette trasferirsi a sud della città, mentre la Chiesa di Sant'Elia divenne la nuova sede episcopale.
Sul colmo della facciata anteriore è collocata una croce cristiana, a destra di una torre campanaria di contenute dimensioni.